# Hustle (film)
Hustle är en amerikansk dramakomedifilm från 2022. Filmen är regisserad av Jeremiah Zagar, med manus skrivet av Taylor Materne och Will Fetters, och producerad av Adam Sandler för Happy Madison Productions.
Filmen hade premiär på utvalda biografer den 3 juni 2022 och senare på Netflix den 10 juni samma år.

## Handling
Filmen följer Stanley Sugerman, en misslyckad scout från National Basketball Association (NBA), som lyckas upptäcka en talangfull basketspelare i Spanien som han försöker förbereda för den kommande NBA-draften.

## Rollista (i urval)
- Adam Sandler – Stanley Sugerman
- Queen Latifah – Teresa Sugerman
- Robert Duvall – Rex Merrick
- Ben Foster – Vince Merrick
- Juancho Hernangómez – Bo Cruz
  - Silas Graham – Bo Cruz som ung
- Heidi Gardner – Kat Merrick
- Anthony Edwards – Kermit Wilts
- Kenny Smith – Leon Rich
- Jaleel White – Blake